# Будкевич, Константин Ромуальд
Константи́н Ромуа́льд Будке́вич (пол. Konstanty Romuald Budkiewicz; 19 июня 1867, усадьба Зубры под Краславой (в настоящее время — Латвия) — ночь с 31 марта на 1 апреля 1923, Москва) — католический священник, прелат Его Святейшества, был репрессирован во время гонений на христианство в Союзе Советских Социалистических Республик.

## Семья  и образование
Родился в многодетной дворянской польской семье Юлиана и Марии, урождённой Борковской.
Учился в частной прогимназии в Кельцах, гимназии в Люблине.
В 1886 году поступил в Римско-католическую духовную семинарию в Санкт-Петербурге. После ее окончания в 1890 году учился в Императорскую Римско-католическую духовную академию в Петербурге, которую окончил в 1893 году со степенью кандидата богословия.

## Церковная деятельность1893—1917
26 сентября 1893 года рукоположен во священники.
Затем служил приходским викарием и законоучителем в приходах Святой Троицы во Пскове (1893  — 1896) и святого Антония в Витебске (1896 — 1903).
В 1903 году был переведен в приход святой Екатерины в Санкт-Петербурге, где после непродолжительного служения викарием (1903 — 1904) стал исполнять обязанности настоятеля, а 5 сентября 1905 был назначен настоятелем этого прихода.
В 1908 году был назначен также деканом петербургского деканата.
С 31 мая 1910 года — почётный каноник Могилевской архиепархии.
Проявил себя энергичным церковным деятелем. В бытность его настоятелем в храме св. Екатерины были произведены два ремонта (в 1907 и 1911). Сумел повысить доходы от принадлежащего приходу имущества, которые шли в основном на содержание и расширение приходских учебных заведений (в 1907 были основаны три элементарные школы, четырёхклассная профессиональная школа для подготовки сельских учительниц). Занимался повышением уровня образования в приходских мужской и женской гимназиях. В 1907 году была учреждена ссудосберегательная касса для тех, кто работал в учебных заведениях. При храме функционировали Дом ремёсел, дешёвая столовая, создавались кружки самообразования для самых бедных. Значительное внимание уделял благотворительным проектам, привлекая прихожан к их реализации. Активно участвовал в работе спортивного общества «Польский Сокол».
Во время Первой мировой войны был вице-председателем, а затем председателем Общества помощи жертвам войны, поддерживал деятельность Польского гражданского комитета, помогавшего беженцам-полякам, издавал еженедельник «Czytania Niedzielne».

## Деятельность в 1917—1923
С 1917 года активно участвовал в деятельности Общественного комитета (затем — Общественного совета) священников при архиепархиальном управлении.
С 7 июня 1918 года — почётный прелат Его Святейшества.
После закрытия приходских учебных заведений организовал тайные курсы, которые учителя вели на квартирах. Выступил с инициативой создания архиепархиального Общества католических родителей и воспитателей с целью заботы о детях католиков и создания частных религиозных школ, однако советские власти отказались разрешить функционирование этой организации. Возглавлял Комиссию по организации обеспечения курии средствами к существованию, занимавшуюся сбором пожертвований на содержание епархиальных учреждений и духовной семинарии. После закрытия семинарии читал лекции в тайной семинарии, ректором которой был священник Антоний Малецкий.
В 1922 году отказался подписать договор о пользовании храмом, по форме, установленной органами советской власти, но не санкционированной Ватиканом. Также выступал против изъятия принадлежавших приходу ценностей, передал основные ценности в польское представительство в Петрограде. От имени католической епархии вёл переговоры с органами советской власти, основывая свою позицию на каноническом праве Римско-католической церкви. Отказался покинуть своих прихожан и уехать за границу, несмотря на предупреждения со стороны друзей.

## Судебный процесс и гибель
В 1922 году был вызван Будкевич на допрос по делу католического духовенства Петрограда, обвинённого в создании антисоветской, контрреволюционной организации с целью противодействия декрету об отделении церкви от государства и инструкции о порядке проведения в жизнь этого декрета. В ожидании судебного процесса находился под подпиской о невыезде. Вновь отказался покинуть Петроград, несмотря на явную опасность для его жизни — о. Будкевич не желал своим бегством повредить интересам католических священников и прихожан, остававшихся в России.
В начале марта 1923 был вызван на суд в Москву, где 10 марта арестован. 21 марта 1923 начался суд, который продолжался пять дней. Основными обвиняемыми на процессе были архиепископ Ян Цепляк и прелат Будкевич. В жизнеописании Будкевича сказано, что на процессе он говорил медленно, почти тихо, иногда оправдывался, словно разрешая себе что-то вспомнить: «Выше всего я ценил покой, я никогда не любил споров и ссор. Я посвятил себя работе». В своём последнем слове не признал себя виновным, заявив, что всегда пытался договориться с властями так, чтобы не нарушить принципов существования Церкви в государстве.

Константин Будкевич был признан виновным 

в сознательном руководстве (…) контрреволюционными действиями организации петроградских католических священников, направленными к сопротивлению Советской власти, ослаблению пролетарской диктатуры, восстановлению старых имущественных прав церкви и провокацию масс прихожан к выступлению против Советской власти, — провокации, приведшей, при наличности религиозных предрассудков этой массы, к таковым выступлениям, а также в отказе выполнять советские законы, что предусмотрено статьями 62, 119 и 121 Уголовного Кодекса.

По решению трибунала священник был приговорён к расстрелу. К такому же наказанию был приговорён и архиепископ Иоанн Цепляк, но ему ВЦИК заменил смертный приговор десятью годами тюремного заключения. Приговор Будкевичу был утверждён, так как он якобы являлся государственным изменником в пользу «иностранного буржуазного правительства» (имелись в виду его контакты с польскими дипломатами в интересах церкви).

Существуют различные варианты рассказов о последних днях жизни о. Константина, но все они сходны в одном — он спокойно выслушал известие об отклонении прошения о помиловании и был готов к смерти. Есть две версии расстрела священника: 

Согласно первой, приговор был приведён в исполнение в подвале тюрьмы ГПУ, в присутствии трёх агентов: Евдокимова, Бергмана (Венникас) и Крумма. В письме Бергмана адвокату убиенного священника говорится, что декан заблаговременно написал письмо к Папе, был совершенно спокоен и обратился к Евдокимову со словами: «Прошу передать последнее моё приветствие отцу Цепляку и засвидетельствовать ему, что я до последней минуты остался верен Апостольскому Престолу». После того, как прелат произнёс эти слова, большевик Злоткин выстрелил ему в голову. Согласно второй версии, «на месте казни прелат перекрестился, благословил палача и двух его помощников, а сам отвернулся к стене, зашептав слова молитвы. Выстрел палача прервал молитву священника».

## Память и почитание

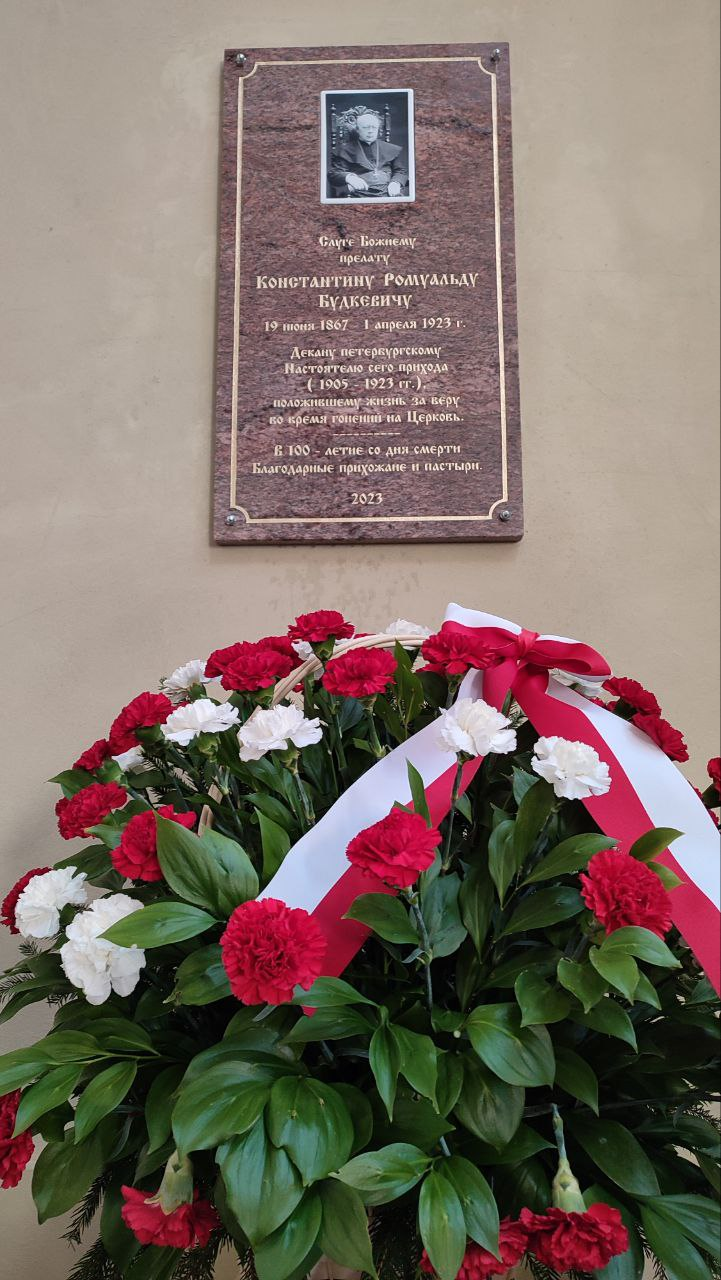
Памятная доска, базилика св. Екатерины, Санкт-Петербург

В начале апреля 1923 на заседании парламента Польши была принята резолюция, в которой говорилось о том, что «благодаря своему мученичеству за веру покойный о. Будкевич, последователь святых мучеников, получил право на почитание как новый покровитель нашей Родины». Польская поэтесса Казимера Иллакович посвятила ему написанную в стиле народной баллады поэму «Сказание о московском мученичестве» (1927) и стихотворение «Głos księdza Budkiewicza zza grobu» (1928).
В 1927 в Варшаве был создан Комитет увековечивания памяти о. Будкевича. В 1936 в варшавском храме св. Анны был установлен памятник о. Будкевичу, который, скорее всего, был уничтожен во время Варшавского восстания в 1944 году. Его именем названа одна из улиц в Варшаве.
В 2003 официально начат процесс беатификации (причисления к лику блаженных).
В 2023 году, в 100-ю годовщину мученической смерти прелата Константина Будкевича, в его честь была установлена мемориальная доска в базилике св. Екатерины в Санкт-Петербурге.